# Beta Mensae
Beta Mensae (17 Mensae) é uma estrela na direção da Mensa. Possui uma ascensão reta de 05h 02m 43.00s e uma declinação de −71° 18′ 51.6″. Sua magnitude aparente é igual a 5.30. Considerando sua distância de 642 anos-luz em relação à Terra, sua magnitude absoluta é igual a −1.17. Pertence à classe espectral G8III.